# Leon Chwistek

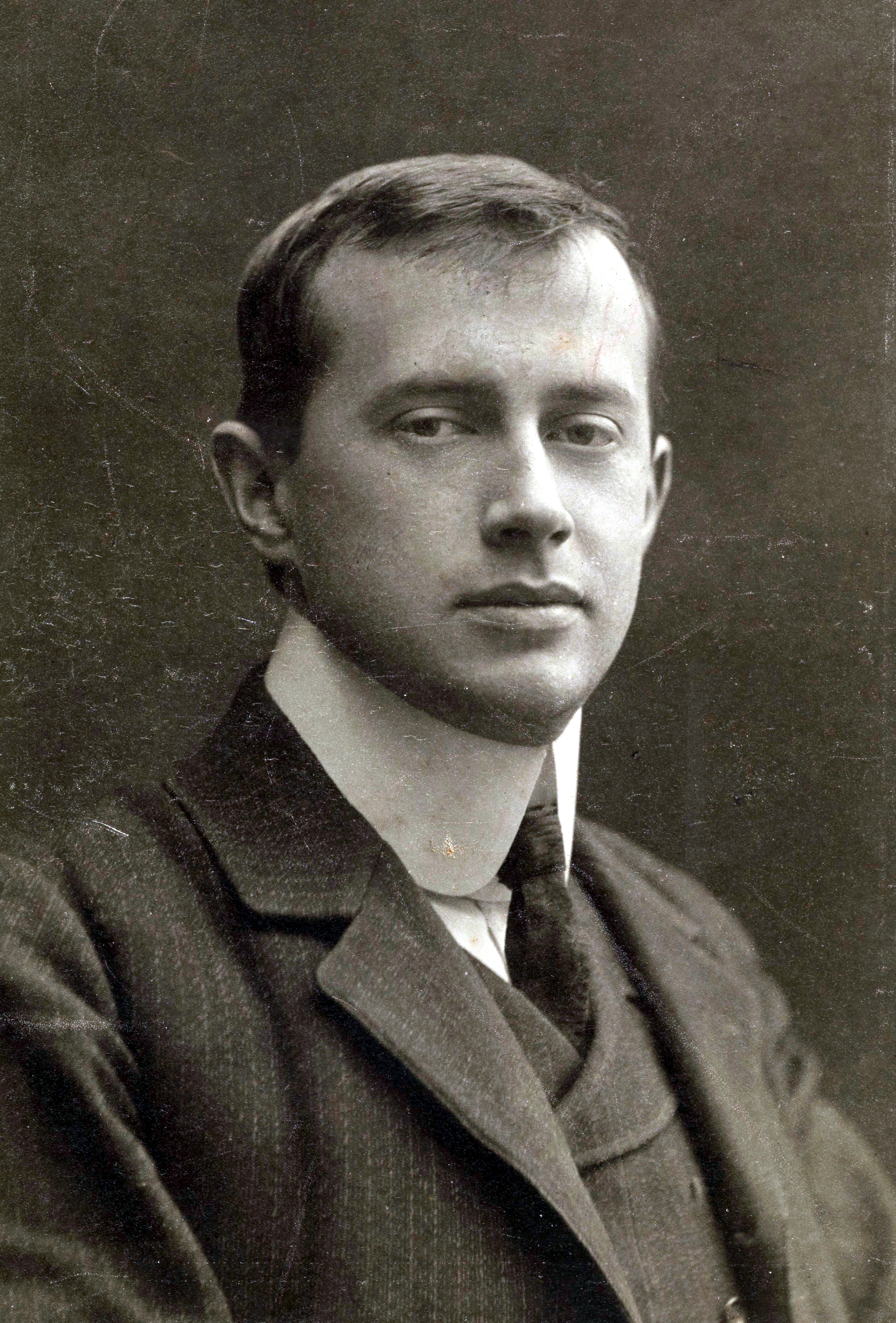
Leon Chwistek

Leon Chwistek (sinh ngày 13 tháng 6 năm 1884 – mất ngày 20 tháng 8 năm 1944) là nhà toán học, logic học, nhà nghiên cứu triết học, họa sĩ và nhà văn người Ba Lan.

## Tiểu sử
Leon Chwistek là một trong những người sáng lập Hội Toán học Ba Lan vào năm 1919. Kể từ năm 1922, ông giảng dạy toán học tại Đại học Jagiellonia ở Kraków.
Năm 1930, Chwistek đảm nhiệm vị trí phó giáo sư tại Khoa Toán và Khoa học Tự nhiên tại Đại học Jan Kazimierz ở Lviv. Năm 1938, ông chính thức được bổ nhiệm làm giáo sư. Ông bày tỏ sự quan tâm đến hệ thống triết học khoa học trong những năm 1930.
Sau khi Thế chiến thứ hai bùng nổ và Liên Xô chiếm đóng Lviv, ông bắt đầu hợp tác với tờ nhật báo Ba Lan Czerwony Sztandar. Vào tháng 9 năm 1940, ông gia nhập Hội liên hiệp các nhà văn Xô viết Ukraina. Vào tháng 6 năm 1941, ngay trước khi quân Đức xâm lược, ông đã di tản khỏi Lviv cùng với quân đội Liên Xô vào sâu trong nước Nga. Ông giảng dạy Giải tích toán học ở Tbilisi (1941 - 1943) và ở Moscow (từ năm 1943). Ông cũng hoạt động trong Liên minh những người yêu nước Ba Lan tại Liên Xô.
Chwistek còn là một nghệ sĩ. Ông là tác giả của một số tiểu thuyết. Về hội họa, ông thiên về sự sáng tạo ngẫu hứng. Các bức tranh của Chwistek nằm trong bộ sưu tập của Bảo tàng Quốc gia ở Warsaw, Bảo tàng quốc gia ở Kraków, Bảo tàng Nghệ thuật ở Łódź và nhiều nơi khác.

## Tác phẩm tiêu biểu
- The limits of science. Outline of logic and of the methodology of the exact sciences. Translated from the Polish by Helen Charlotte Brodie and Arthur P. Coleman; introduction and appendix by Helen Charlotte Brodie. New York: Harcourt, Brace, 1948

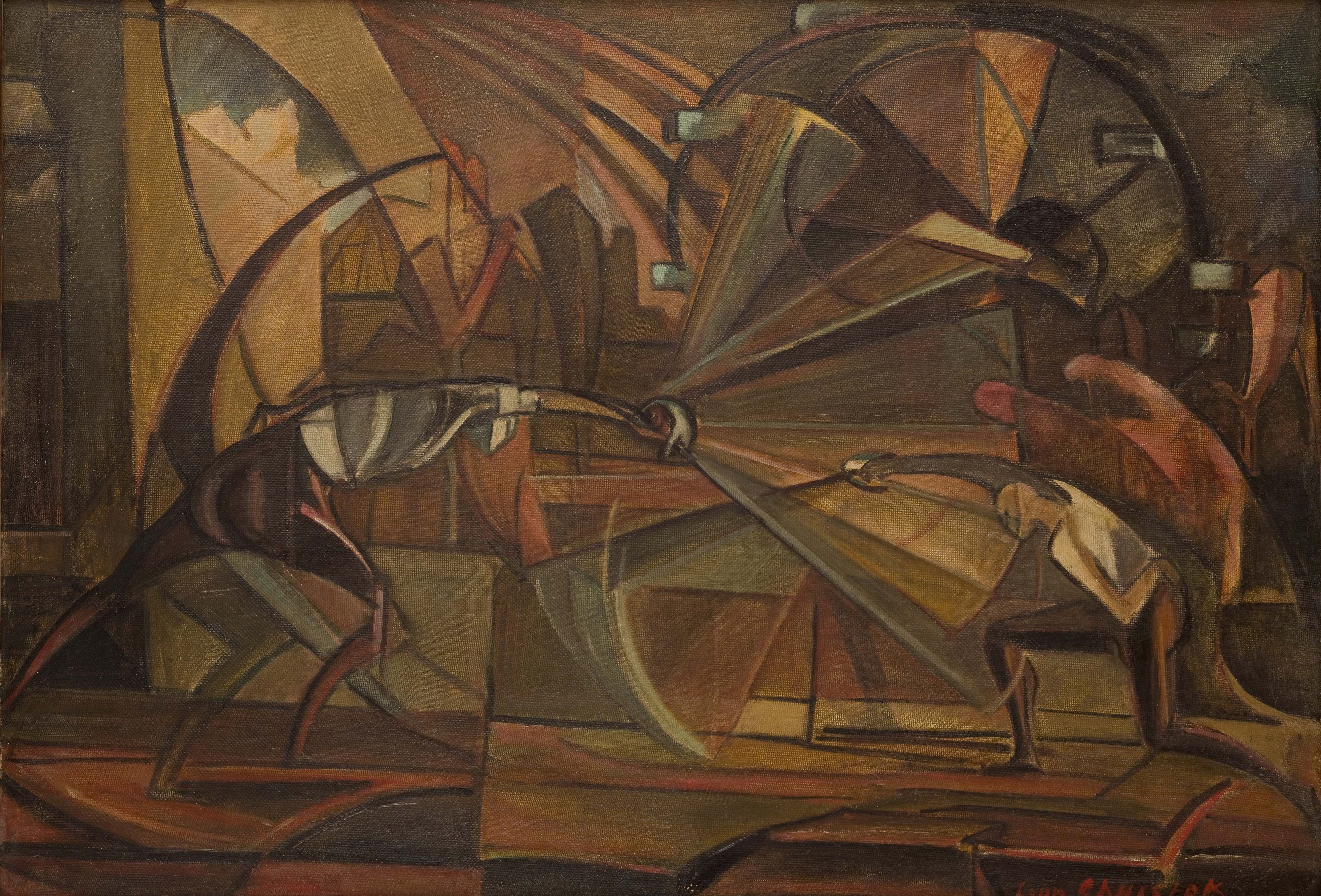
Fencing, 1919
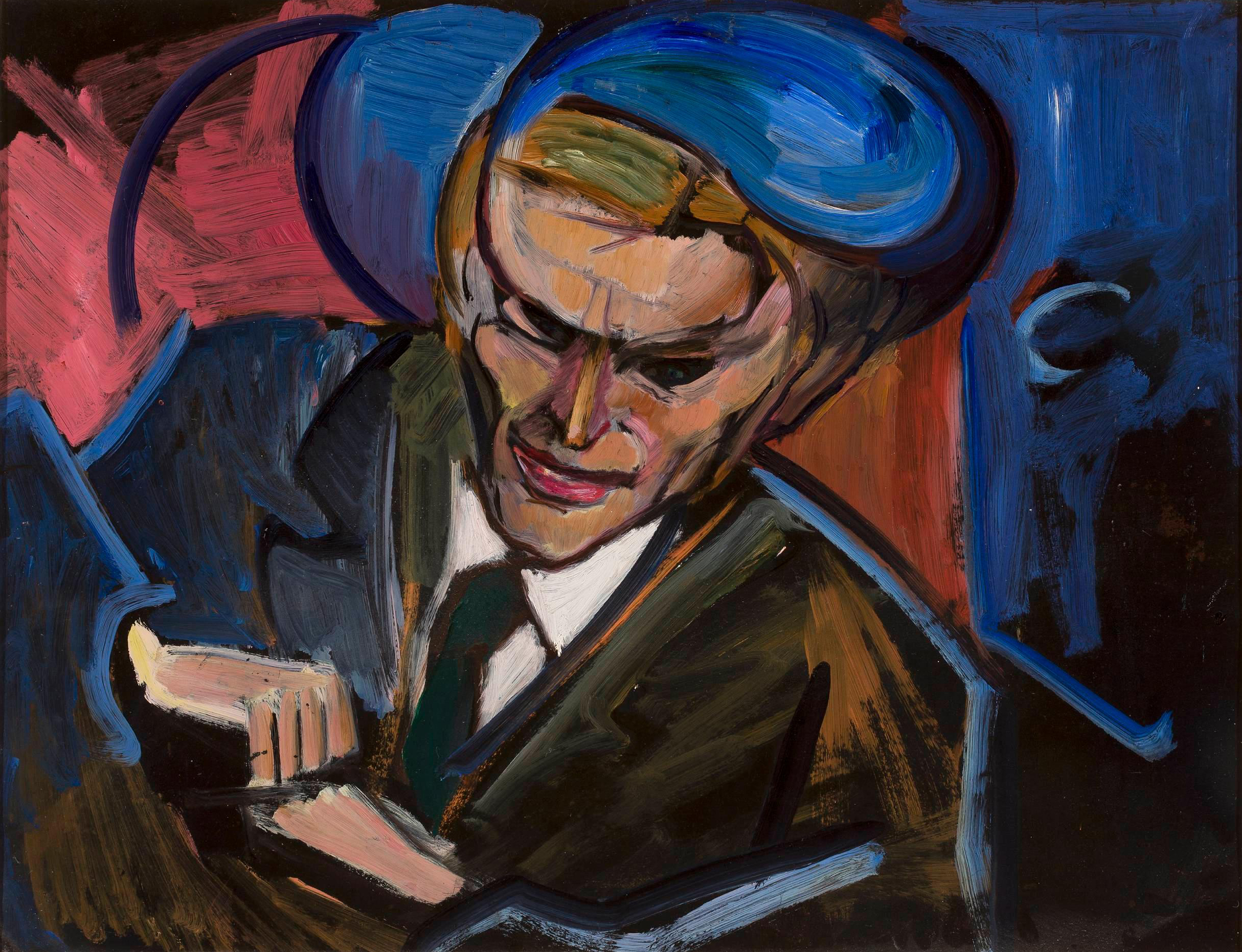
Portrait of Tytus Czyżewski, c.1920
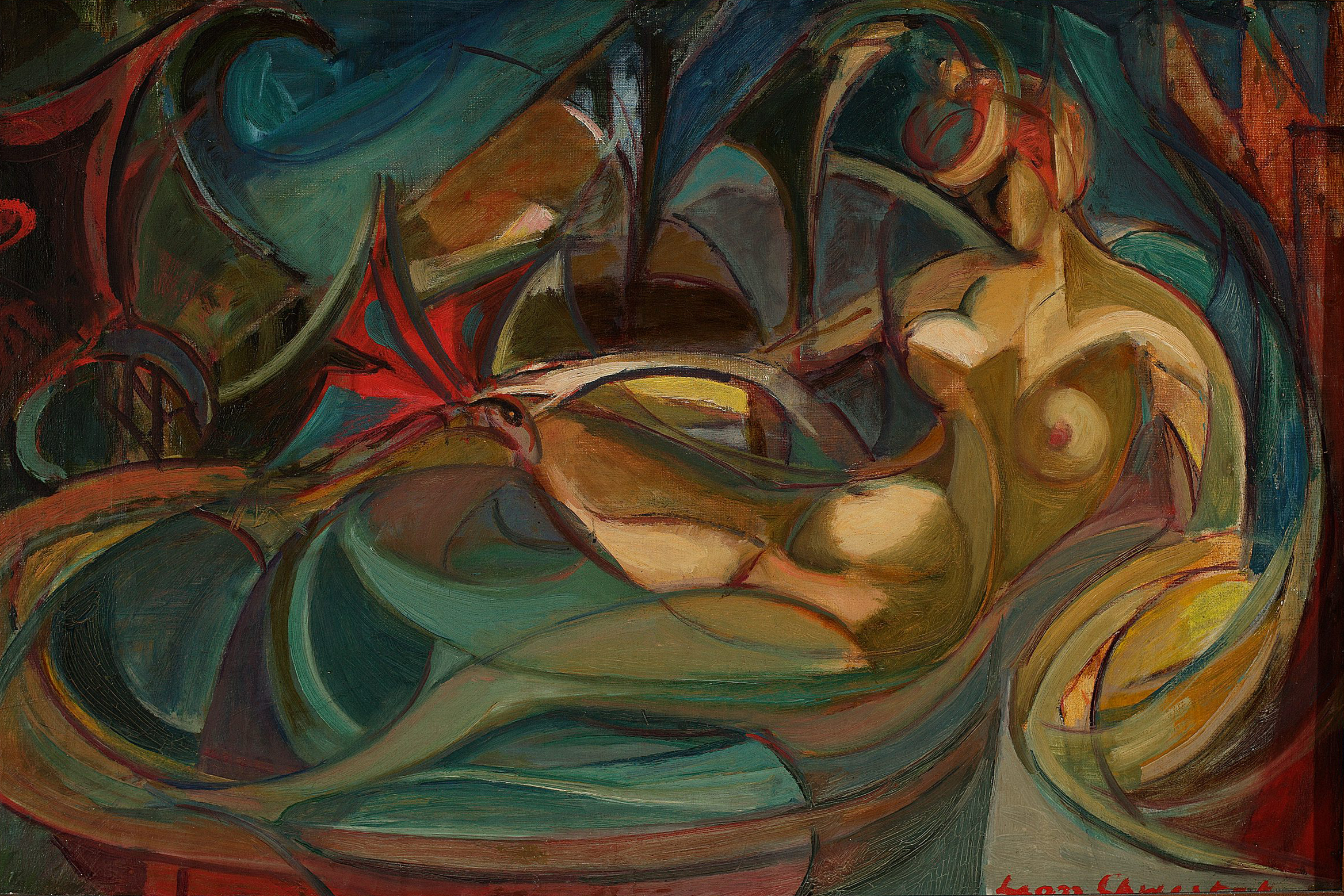
Female Nude – Butterflies, c.1920
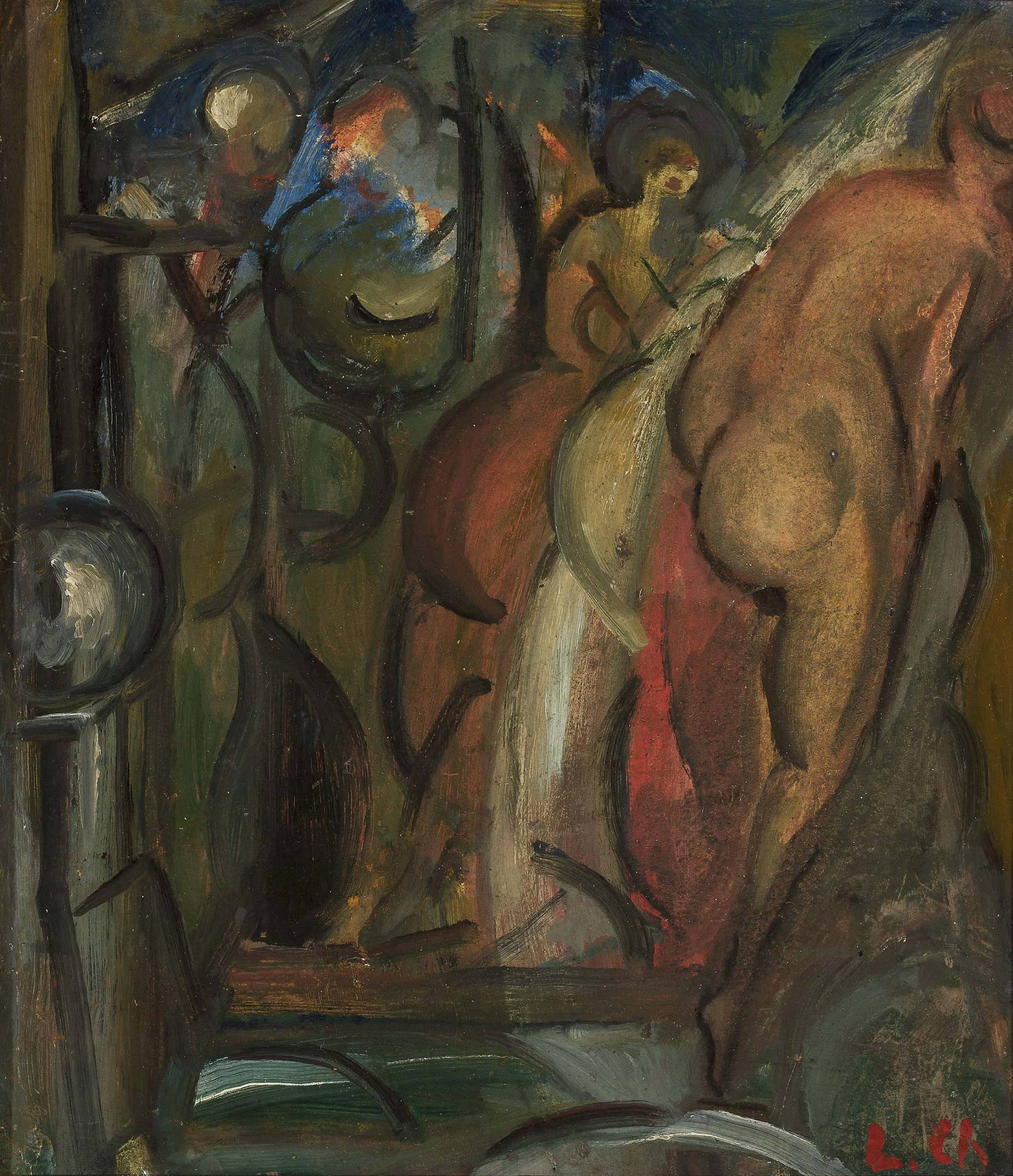
Bathers, c.1920
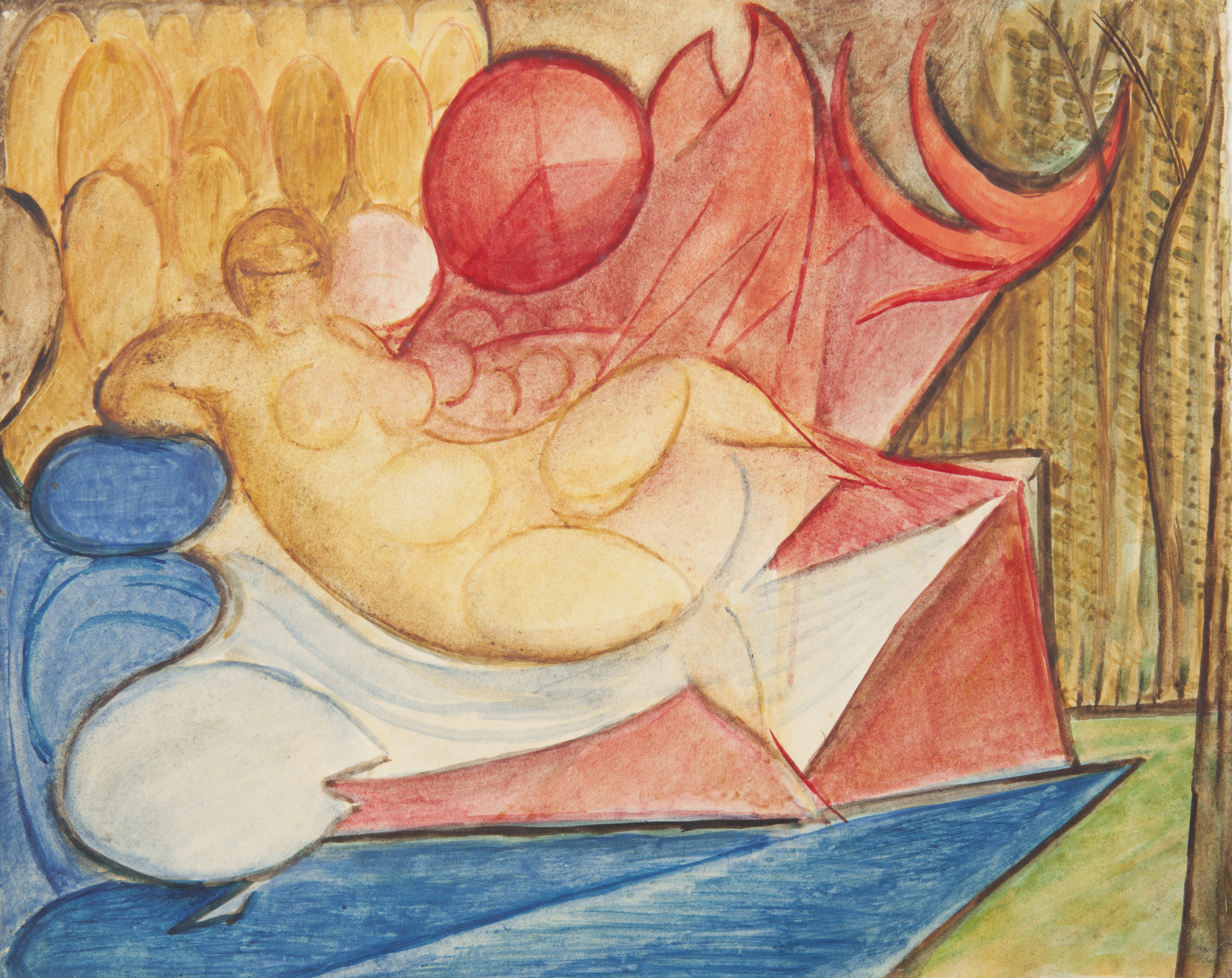
Lying Female Act, c.1922
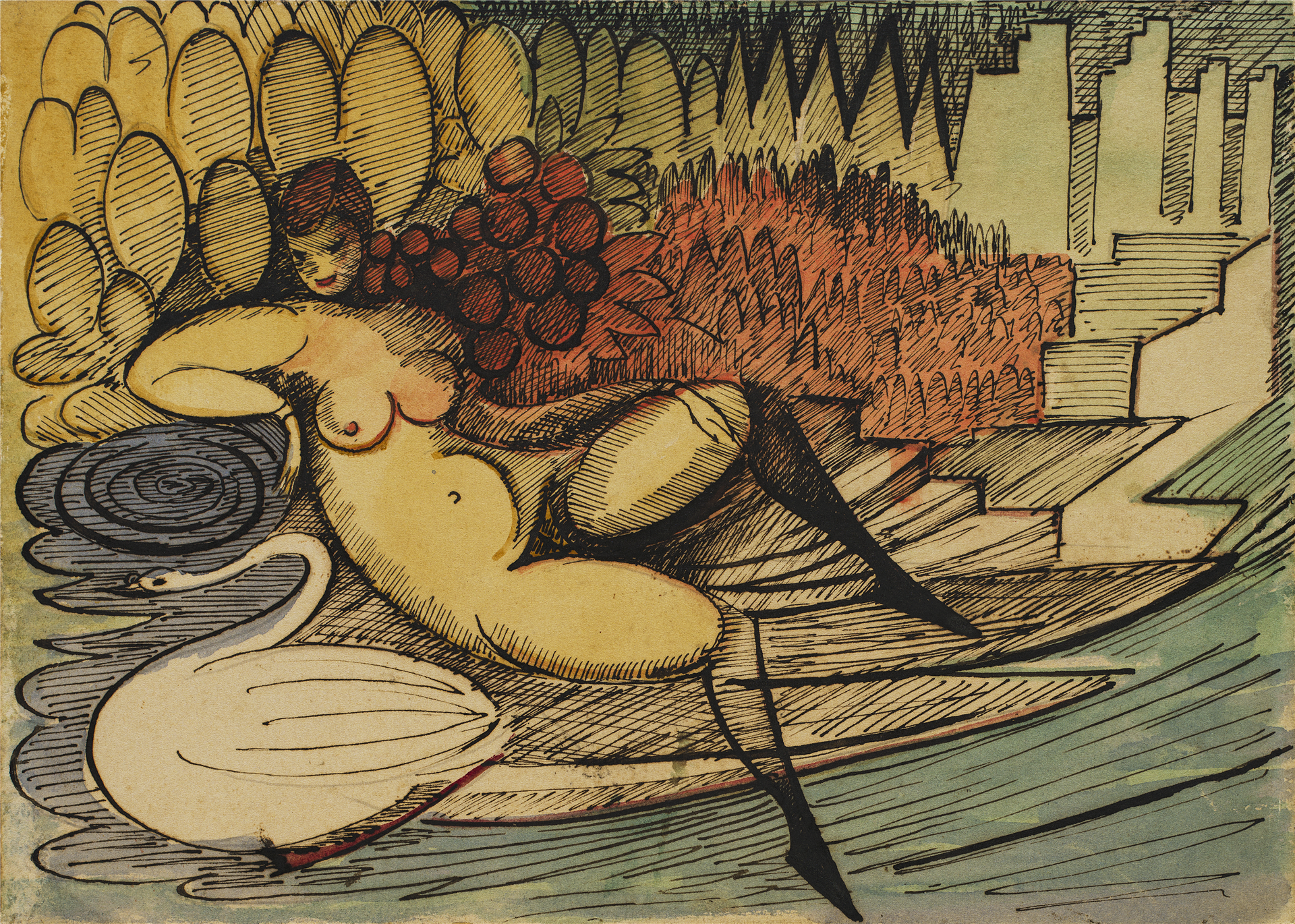
Leda, c.1925
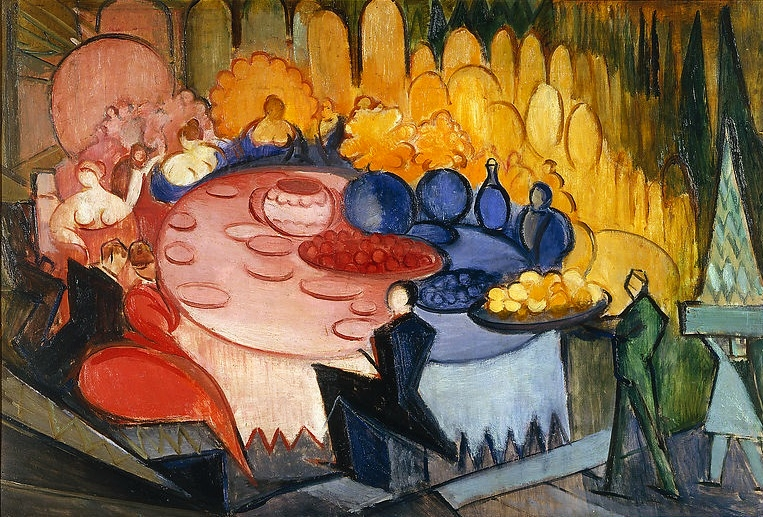
Feast, 1925
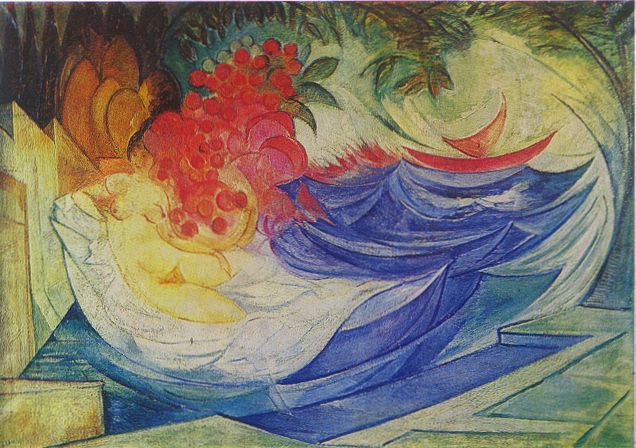
Venus, 1928
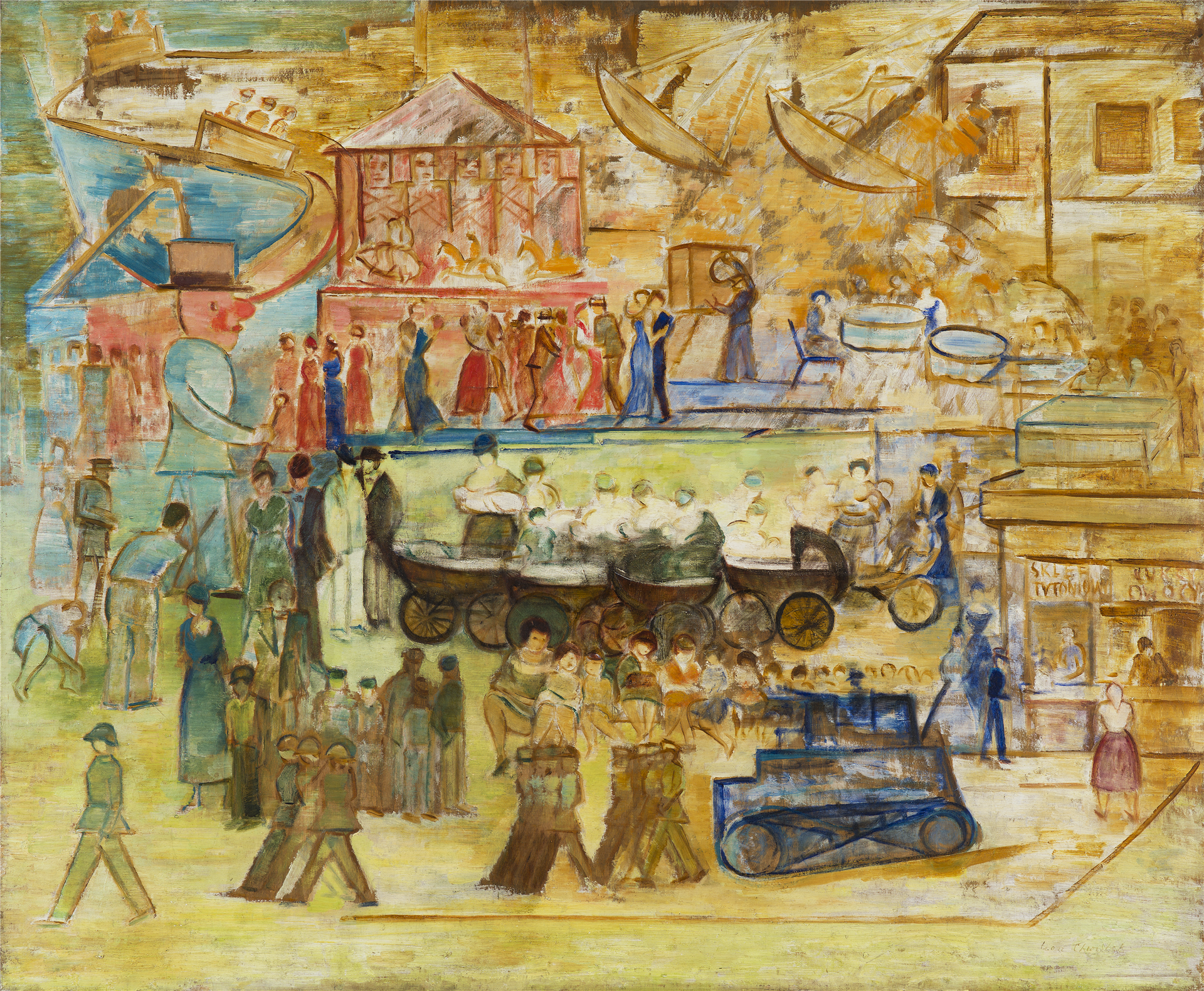
Carousel, 1936
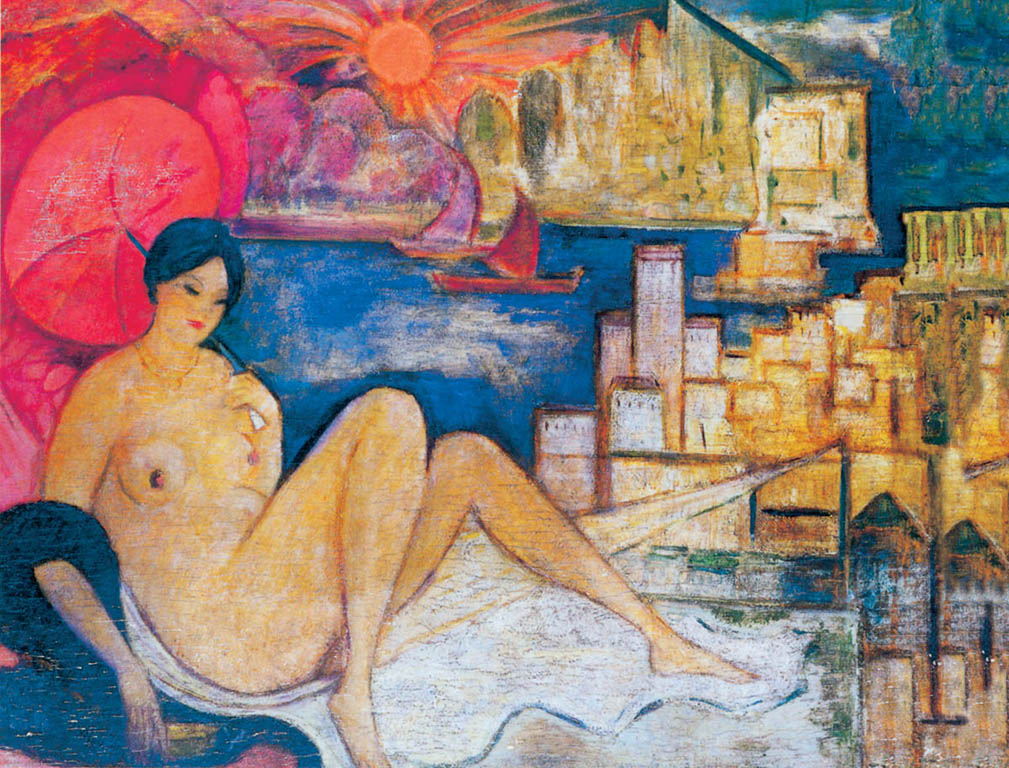
Nude, 1939